# Catamecia bryophiloides
Catamecia bryophiloides är en fjärilsart som beskrevs av Rothschild 1914. Catamecia bryophiloides ingår i släktet Catamecia och familjen nattflyn. Inga underarter finns listade i Catalogue of Life.